# یوخن زومر
یوخن زومر (آلمانی: Jochen Summer؛ زادهٔ ۲۸ مهٔ ۱۹۷۷ ‏(۴۷ سال)) دوچرخه‌سوار اهل اتریش است.